# Sukhoi T-3
Sukhoi T-3 là một mẫu máy bay tiêm kích đánh chặn thử nghiệm của Liên Xô trong thập niên 1950. Nó được thiết kế thử nghiệm để tạo ra mẫu máy bay siêu âm.

## Phát triển
Công việc phát triển T-3 bắt đầu từ đầu những năm 1950, nó được phát triển song song với mẫu S-1 mà cuối cùng đã trở thành Sukhoi Su-7. Trong khi S-1 có một đôi cánh cụp thông thường (S viết tắt strelovidniy, стреловидный, cánh cụp), T-3 có một đôi cánh tam giác với góc vát là 57° (T viết tắt treugolniy, треугольный, cánh tam giác). Ngoài đôi cánh khác nhau, 2 chiếc máy bay này có cùng những thiết kế cơ bản là động cơ phản lực Lyulka AL-7. Từ đó T-3 trở thành một máy bay đánh chặn, nó được trang bị radar Almaz (Алмаз, Kim cương) ở đầu mũi. Mẫu đầu tiên bay vào 26 tháng 5-1956.
Để điều tra nghiên cứu những hình dạng vòm radar khác nhau cũng như phát triển radar và hệ thống tên lửa, 2 mẫu nữa đã được thêm vào bổ sung. Nó có tên gọi là PT-7 và PT-8. PT-7 có đầu dốc khe hút khí thay đổi được, trong khi PT-8 có một cái mũi rộng.
T-3 không được sản xuất nhưng nó đã cung cấp các thông số để cho loại Sukhoi Su-9 sau này.

## Thông số kỹ thuật (T-3)
Dữ liệu Green

### Đặc điểm riêng
- Phi đoàn: 1
- Chiều dài: 16.75 m (55 ft 11 in)
- Sải cánh: 8.43 m (27 ft 8 in)
- Chiều cao: N/A
- Diện tích : 24.2 m² (260.5 ft²)
- Động cơ: 1× động cơ phản lực Lyulka AL-7F, 63.7 kN (14.320 lbf) - 88.8 kN (19.960 lbf) khi đốt nhiên liệu lần hai

### Hiệu suất bay
- Vận tốc cực đại: 2.100 km/h (1.135 knots, 1.305 mph, Mach 1.98)
- Tầm bay: 1.840 km (995 nm, 1145 mi)
- Trần bay: 18.000 m (59.055 ft)
- Vận tốc lên cao:
- Lực nâng của cánh:
- Lực đẩy/trọng lượng:

### Vũ khí
- 2× tên lửa không đối không Kaliningrad K-8 hoặc Raduga K-9
- Radar Almaz